# Österreichische Fußballmeisterschaft 1968/69
Die Österreichische Fußballmeisterschaft 1968/69 wurde vom Österreichischen Fußball-Bund  ausgerichtet. Als Unterbau zur Nationalliga dienten die Regionalligen Ost (Wien, Niederösterreich, Burgenland), Mitte (Oberösterreich, Steiermark, Kärnten) und West (Salzburg, Tirol, Vorarlberg). Als dritte Leistungsstufe fungierten die jeweiligen Landesligen der Bundesland-Verbände.

## Erste Leistungsstufe – Nationalliga

### Allgemein
In der Saison 1968/69 war die Wiener Austria im vierten Jahr unter Trainer Ernst Ocwirk eine Nummer für sich und konnte mit klarem Vorsprung österreichischer Meister werden. In 30 Runde gab es überhaupt nur eine einzige Niederlage, eine knappe 2:3-Heimniederlage in der 17. Runde am 7. März gegen den Linzer ASK (im so genannten „TV-Spiel“ am Freitag-Abend allerdings auf der Hohen Warte ausgetragen – und wegen des Fernsehens nur mit 700 Personen besucht).

Der Titel wurde vorzeitig mit einem 4:1 über den FC Wacker Innsbruck (28. Runde am 8. Juni) fixiert. Ein Schlüsselspieler der Veilchen war Neuzugang Helmut Köglberger vom LASK, der mit 31 Toren Schützenkönig wurde.

Als Österreichischer Meister konnte sich Austria für den Europacup der Landesmeister 1970 qualifizieren, Cupsieger Rapid durfte am Europacup der Cupsieger 1970 teilnehmen, Sport-Club und LASK vertraten Österreichs Fußball im Messestädte-Cup 1970.

Rapid musste sogar in eine Vorrunde, in der nach einem Heim-0:0 gegen Torpedo Moskau (27. August) im Rückspiel (3. September) beim 1:1 im Lenin-Stadion ein Treffer von Helmut Redl in der 54. Spielminute zur Führung der Wiener die Auswärtstorregel griff. Doch am 1. Oktober schieden alle vier Klubs schon in der ersten Runde aus. Rapid verlor gegen PSV Eindhoven beide Matches (daheim 1:2, im Philips-Stadion 2:4), auch Meister Austria bezog gegen Dynamo Kiew zwei Niederlagen (Heim 1:2, im Kiewer Zentralstadion 1:3). Laut Zeitungsberichten waren der Austria die Grenzen aufgezeigt worden, zu Rapid wurde eine Aussage des Sportlichen Direktors Karl Rappan genannt, wonach sich die Mannschaft im Umbau befinde ("Arbeiterzeitung" vom 3. Oktober 1969, S. 16). Im Messestädtecup hatte der Wiener Sport-Club zwar das Heimspiel gegen Ruch Chorzów 4:2 gewonnen, musste dann aber im Ruchu-Stadion eine 1:4-Niederlage einstecken. Der LASK hatte gegen Sporting Lissabon nach dem Hinspiel-0:4 im Estádio José Alvalade bereits keine Chance mehr, verabschiedete sich mit einem Heim-2:2.

Auf Grund der Klage der Nationalligavereine wegen ausbleibender Zuseher (Grund: die Fernseh-Übertragungen) wurden Zahlen veröffentlicht: Demnach erhält jeder Nationalligaverein vom ORF durchschnittlich 160.000 Schilling (wobei die tatsächlichen Anteile der einzelnen Klubs je nach Übertragung sehr unterschiedlich sind). In der Deutschen Bundesliga werden von den Radio- und Fernsehanstalten jedem Klub 90.000 Deutsche Mark (ca. 600.000 Schilling) honoriert.

Eine am 13. Dezember in Kapfenberg abgehaltene Bundesvorstandssitzung des ÖFB brachte nicht die erwartete Erhöhung der zugelassenen Ausländerzahl von zwei auf drei, wobei als Grund genannt wurde, dass kein konkreter Antrag vorgelegen sei; eine Neuerung gab es dahingehend, dass der Teamchef nun bereits 14 Tage vor einem Ländermatch den Nationalkader in einem Trainingslager zusammenfassen durfte.

### Nur zwei Absteiger
Auf Grund eines Beschlusses des ÖFB-Bundesvorstandes vom 14. Juli 1967, brauchten im Hinblick auf eine Aufstockung der Nationalliga ab 1969/70 auf 16 Vereine nur zwei Klubs abzusteigen, aber alle drei Meister der Regionalligen durften aufsteigen.

### Neueinführung der Tordifferenz und Vornominierung von 14 Spielern auf dem Spielbericht
Wie in vielen anderen Ländern, führte auch der Österreichische Fußballbund für alle seine Ligen die Tordifferenz anstelle der bisherigen Methode des Torverhältnisses für die Reihung in den Tabellen für den Fall ein, wenn zwei oder mehrere Teams dieselbe Punktezahl erreicht hatten; bei gleicher Tordifferenz galt die höhere Anzahl der erzielten Tore. Da seit 1967/68 die Einwechslung von zwei Ersatzspielern erlaubt war, wurde außerdem beschlossen, dass ab 15. Oktober in den Spielberichten 14 Spieler vornominiert werden durften.

#### Rapid Wien mit interimistischen Trainer
Da Rudolf Vytlačil sich einer schon länger geplanten Venenoperation unterziehen musste, zu der er sich am 13. November ins Allgemeine Krankenhaus in Wien begab, übernahm Karl Decker für die Zeit seiner Abwesenheit das Traineramt bei Rapid Wien und konnte in dieser Zeit im Achtelfinale des Europacups der Meister Real Madrid dank der Auswärtstorregel (am 20. November in Wien 1:0, am 4. Dezember in Madrid 1:2) ausschalten.

#### Schiedsrichterteam tödlich verunglückt
Das als so genanntes »TV-Match« am Freitagabend, 27. September 1968, benannte Spiel der 6. Runde zwischen dem Linzer ASK und dem FC Wacker Innsbruck hätte von Schiedsrichter Eduard Babauczek aus Wien geleitet werden sollen. Da der Referee mit seinem Team aber nicht eintraf, wurde der als Zuseher anwesende Linzer Spitzenreferee Erich Linemayr (mit Einverständnis beider Klubs) gebeten, die Spielleitung zu übernehmen, das Spiel begann mit 25-minütiger Verspätung und brachte einen 4:2-Sieg des LASK. Erst Stunden später (und damit für die große Sportöffentlichkeit erst am Samstagmorgen) wurde bekannt, dass Babauczek auf der Anreise mit dem eigenen PKW in einen Unfall verwickelt war, als er in Krahof (offensichtlich von der tiefstehenden Sonne geblendet) auf einen LKW-Zug auffuhr. Die mitgefahrene Ehegattin von Babauczek, Elfriede, kam sofort ums Leben, Schiedsrichter Babauczek und Linienrichter Emmerich Rau verstarben in der Nacht im Krankenhaus Amstetten, der zweite Linienrichter Wilhelm Koldert (selbst ein ehemaliger Nationalliga-Referee) erlag am 30. September seinen Verletzungen. – Babauszek (Jahrgang 1925) war seit 1949 Referee, davon seit 1954 in der höchsten österreichischen Spielklasse (damals als "Staatsliga A" bzw. – nach Wegfall der zusätzlich geführten "Staatsliga B" – als "Staatsliga", ab 1965/66 als "Nationalliga" bezeichnet) eingesetzt gewesen und stand seit 1964 auf der FIFA-Liste; er war Spielleiter von 50 internationale Begegnungen, davon 3 Länderspielen, gewesen. Am 1. Oktober hätte er das Messestädtecup-Match Argesul Pitesti (ROM) gegen Leixoes Porto leiten sollen. Die entstandene Lücke wurde mit der Nachberufung der Herren Artner, Adolf Mathias und Werner Spiegl geschlossen.

#### Causa Johann Eigenstiller
Der Spieler von Wacker Innsbruck wollte in der Sommertransferzeit 1968 zu Rapid Wien wechseln: es schien auch vorerst alles klar zu gehen und der Spieler übersiedelte nach Wien. Doch am 5. bzw. 6. August kam die Meldung, dass der Übertritt nicht zustande kommt. Eigenstiller, der sich bei Innsbruck abgemeldet hatte, nahm eine "Stehzeit" (Karenzzeit) in Kauf. Problematisch und etwas kurios war die Tatsache, dass er ein Spieler des österreichischen Nationalteams war – und Trainer Leopold Šťastný (er kannte Eigenstiller auch schon aus seiner Zeit, als er selbst Innsbruck trainiert hatte) wollte auf Eigenstiller nicht verzichten und setzte ihn unbeschadet dieses Umstandes ein. Eigenstiller hatte zwar durch den ÖFB die Sondergenehmigung erhalten, hinsichtlich dieser Konstellation trotzdem bei Rapid Wien mittrainieren zu dürfen. Offiziell wurde er in den Matchberichten des Nationalteams aber als Innsbruck-Spieler ausgewiesen.

Am 9. Oktober einigten sich Innsbruck und Rapid darauf, dass Eigenstiller ab Jänner 1969 für Rapid spielen durfte, worauf Eigenstiller die restlichen Herbstspiele (erstmals am 20. Oktober beim 2:0-Auswärtssieg der Innsbrucker bei Donawitz) für die Tiroler absolvierte.

### Weitere Saisongeschehnisse
- Beim Spiel von Austria Klagenfurt gegen Admira-Energie am 20. Oktober (3:1) setzten die Gäste unerlaubterweise drei Ersatzspieler ein: Vorerst war Tormann Johann Draxelmayer verletzt ausgefallen, so dass für ihn Zweitkeeper Dragomir Vukicevic ins Tor ging – danach wurden noch zwei Feldspieler gewechselt. Dies war nicht einmal dem Spielleiter Paul Schiller, eigentlich ein Spitzenreferee, aufgefallen. Logische Folge war eine 3:0-Verifizierung für die Kärntner, jedoch hatte es sonst keine Konsequenzen für Admira, denn die Meisterschaftsbestimmungen lauteten derart, dass nur bei Nichtantreten oder verschuldetem Spielabbruch zusätzlich noch eine Schlechterreihung in der Tabelle erfolgt.[18][19]
- Die Wieder-Einführung einer «Staatsliga B» (eine immer wieder gestellte Forderung, die sogar von Teamchef Leopold Šťastný angeregt worden war) hatte nach einer Vorstandssitzung des ÖFB vom 28. Februar keine Chance auf Verwirklichung. Demgegenüber wurden zwei andere Anliegen von Šťastný aufgegriffen: Eine Enquete zur Verbesserung des Trainerwesens noch im Frühjahr und eine bindende jährliche sportärztliche Untersuchung auch im Profibereich.[20]
- Ende Mai war in Oberösterreich eine Paratyphus-Epidemie ausgebrochen, was zu Absagen und Spielverschiebungen führte. Der LASK wollte vorerst sein für 31. Mai anberaumtes Match gegen Kapfenberg in Salzburg spielen,[21] doch wurde dieses auf den 18. Juni verschoben. In der Regionalliga Mitte waren es das Steyrer Stadt-Derby Vorwärts gegen Amateure am 31. Mai und SVS Linz gegen Bruck/Mur am 1. Juni, während Meister VÖEST Linz seine Begegnung gegen Kapfenberg am 1. Juni in Liezen austrug.

### Statistisches
- Die Auslosung erfolgte am 24. Juni. Der Meisterschaftsstart war am Wochenende 17./18. August (tatsächlich spielte Austria Wien gegen den Wiener Sport-Club schon am 16. August/Ergebnis 2:1) und der Herbstabschluss zum 14./15. Dezember terminisiert, wobei das "große Wiener Derby" erst in der letzten Runde aufschien. Da es mit 15 Teams eine ungerade Teilnehmerzahl gab, waren 15 Runden erforderlich, in denen jeweils eine Mannschaft spielfrei war.[22]
- Nach der am 12./13. April gespielten 22. Runde gab es eine mehr als zweiwöchige Meisterschaftspause, da sich die Nationalmannschaft auf eine "Mittelmeer-Tournee" begab: Vorerst wurde am 19. April das bedeutungslos gewordene Weltmeisterschafts-Qualifikationsspiel in Nikosia gegen Zypern 2:1 gewonnen, danach gab es zwei Freundschaftsspiele: Am 23. April im Municipalstadion Ramat Gan ein 1:1-Unentschieden gegen die israelische und am 27. April im Gzira-Stadion von La Valletta einen 3:1-Sieg gegen die maltesische Nationalmannschaft. Am 30. April/1. Mai (also während der Woche) wurde mit der 23. Runde fortgesetzt.
- Nach der Herbstserie führte die Austria mit 24 Punkten (10 Siege/4 Unentschieden) vor Rapid mit 22 Punkten (10 Siege, je 2 Unentschieden und Niederlagen) und dem Sportclub mit 20 Punkten; entscheidend war auch, dass die Austria in der letzten Herbstrunde das Auswärtsspiel gegen Rapid mit 4:3 hatte gewinnen können. Am Tabellenende stand Donawitz mit 4 Punkten (1 Sieg, 2 Unentschieden), Eisenstadt und Wattens hatten je 8 Punkte durch je 2 Siege und 2 Unentschieden; Bregenz schien mit 11 Punkten (5 Siege, 1 Unentschieden) auf Rang 11 auf, da war sogar noch Wacker Wien mit 10 Punkten dahinter. Vorerst schien Donawitz auch im Frühjahr auf gutem Weg zu sein, es gab gleich drei "Direktkonkurrenten": es konnten bei den Heimmatches in der 16. und 18. Runde Wattens mit 2:1 und Wacker Wien mit 3:1 geschlagen werden, in der 17. Runde hatte es in Eisenstadt eine 0:2-Niederlage gegeben. Doch danach gab es nur noch einen Zähler (Heim-2:2 gegen den Sport-Club am 24. Mai), womit die Obersteirer früh wegbrachen. Die Entscheidung um den zweiten Absteiger fiel in der letzten Runde am 21. Juni, wobei Eisenstadt die eigentlich schwerste Aufgabe mit dem Heimspiel gegen den LASK vorfand, denn man musste gewinnen und war auf fremde Hilfe angewiesen. Die relativ leichteste Aufgabe sollte laut Zeitungsvoraussagen Bregenz haben, welches gegen Innsbruck ein Remis benötigte. Offen war die Partie Wattens gegen Austria Klagenfurt. Die Eisenstädter und die Wattener gewannen jeweils 1:0, während Bregenz im West-Derby 1:2 verlor (was in den Zeitungen als "nachträgliche Rache der Innsbrucker" bezeichnet wurde, denn vor zwei Jahren hatten die Vorarlberger, ebenfalls in der letzten Runde, mit dem Gegentor von Heinz Pienz die Tiroler bei deren 5:1-Sieg um den Meistertitel gebracht). Es hatte allerdings auch Fragwürdigkeiten um Eisenstadt wegen Bestechungsversuchen gegeben; so war in der vorletzten Runde (14. Juni) bei Sport-Club gegen Eisenstadt (0:0) der nominierte Schiedsrichter Erich Linemayr aus Linz wegen eines Bestechungsversuchs von der Spielleitung zurückgetreten (es leitete darauf der steirische Referee Alois Kessler).[23]

Selbstverständlich war Austria Wien in allen Tabellen voran, wobei Rapid in der Frühjahrstabelle stark abgefallen und nur Neunter war (nur 13 Punkte aus 5 Siegen und 3 Unentschieden). Die Austria hatte 22 Punkte vor dem Sport-Club 18 und Innsbruck 17. Austria Klagenfurt verzeichnete einen Rückfall auf den drittletzten Platz (11 Punkte), dahinter waren nur Bregenz (10) und Donawitz (6). In der Heimbilanz kam die Austria auf 23 Punkte vor Sport-Club und Sturm Graz (je 22), danach Rapid mit 21. Auch auswärts holte die Austria 23 Punkte, dies vor dem Sportclub 18 und Rapid 14. Donawitz konnte 8 Heim- und 2 Auswärtspunkte erobern. Während aber bei den Heimspielen doch Wattens (17) und Eisenstadt (15) als die übrigen im ganz hinteren Bereich zweistellige Punktezahlen aufscheinen haben, blieben in der Auswärtstabelle ab Rang 8 (Sturm Graz mit 9 Punkten) doch gleich (außer Donawitz) weitere 7 Klubs "einstellig" – die weiteren waren Admira (9), Eisenstadt und GAK (je 6), Wattens (5), Wacker Wien (4) und Bregenz (3).

Die Zuseherzahlen hatten sich um ca. 100.000 gegenüber dem Vorjahr verringert (931.330 gegenüber 1,032.212; zu berücksichtigen dabei auch, dass es 1967/68 nur 182 Spiele gegeben hatte – damit im Schnitt in den 210 Begegnungen dieses Spieljahres nur 4.530 statt 5.670). Die Gründe lagen in den TV-Übertragungen und darin, dass die Titelentscheidung früh gefallen war. Rapid hatte mit 7.511 den besten Gesamtdurchschnitt vor Austria Salzburg (6.766), während Donawitz auch hier mit 2.048 Schlusslicht war. Es hatte 115 Heim- und 42 Auswärtssiege bei 415:228 Toren zugunsten der Heimmannschaften gegeben. Als größte Überraschung galt die 0:2-Heimpleite von Rapid gegen Wattens (27. Runde/31. Mai).

25 Spieler wurden ausgeschlossen (wobei es beim GAK gleich fünf gab, hingegen blieb Wattens ohne Ausschluss), und bei 289 Verwarnungen wurden 142 unterschiedliche Spieler verwarnt, wobei Bregenz-Legionär Gyula Szabó neunmal notiert worden war.

### Abschlusstabelle
| Pl. | Verein                  | Sp. | S  | U  | N  | Tore    | Quote | Punkte |
| --- | ----------------------- | --- | -- | -- | -- | ------- | ----- | ------ |
| 1.  | FK Austria Wien         | 28  | 19 | 8  | 1  | 080:350 | 2,29  | 46     |
| 2.  | Wiener Sport-Club       | 28  | 13 | 12 | 3  | 062:210 | 2,95  | 38     |
| 3.  | SK Rapid Wien (M, C)    | 28  | 15 | 5  | 8  | 064:340 | 1,88  | 35     |
| 4.  | Linzer ASK              | 28  | 12 | 7  | 9  | 038:330 | 1,15  | 31     |
| 5.  | SK Sturm Graz           | 28  | 12 | 7  | 9  | 033:290 | 1,14  | 31     |
| 6.  | SV Austria Salzburg     | 28  | 10 | 10 | 8  | 041:280 | 1,46  | 30     |
| 7.  | FC Wacker Innsbruck     | 28  | 12 | 5  | 11 | 046:430 | 1,07  | 29     |
| 8.  | SK Admira               | 28  | 11 | 6  | 11 | 043:450 | 0,96  | 28     |
| 9.  | SK Austria Klagenfurt   | 28  | 10 | 8  | 10 | 038:410 | 0,93  | 28     |
| 10. | Grazer AK               | 28  | 10 | 6  | 12 | 037:540 | 0,69  | 26     |
| 11. | SC Wacker Wien (N)      | 28  | 9  | 6  | 13 | 039:510 | 0,76  | 24     |
| 12. | WSG Wattens (N)         | 28  | 7  | 8  | 13 | 032:550 | 0,58  | 22     |
| 13. | SC Eisenstadt           | 28  | 6  | 9  | 13 | 033:420 | 0,79  | 21     |
| 14. | SC Schwarz-Weiß Bregenz | 28  | 8  | 5  | 15 | 030:490 | 0,61  | 21     |
| 15. | WSV Donawitz (N)        | 28  | 3  | 4  | 21 | 026:820 | 0,32  | 10     |

| (M) | Österreichischer Meister 1967/68        |
| (C) | ÖFB-Cup-Sieger 1967/68                  |
| (N) | Neuaufsteiger den Regionalligen 1967/68 |

Aufsteiger
- Regionalliga Ost: First Vienna FC 1894
- Regionalliga Mitte: SK VÖEST Linz
- Regionalliga West: FC Dornbirn 1913

### Torschützenliste
|    | Tore    | Spieler           | Verein              |
| -- | ------- | ----------------- | ------------------- |
| 1  | 31 Tore | Helmut Köglberger | FK Austria Wien     |
| 2. | 20 Tore | Jørn Bjerregaard  | SK Rapid Wien       |
| 3. | 19 Tore | Alfred Riedl      | FK Austria Wien     |
| 4. | 16 Tore | Johann Ettmayer   | FC Wacker Innsbruck |
| 5. | 15 Tore | Wolfgang Gayer    | Wiener Sport-Club   |

siehe auch Liste der besten Torschützen Österreichs

### Meistermannschaft
Josef Schneider, Rudolf Szanwald – Robert Sara, Josef Wahl, Johann Frank, Heinz Nowy, Karl Fröhlich – Johann Geyer, Alfons Dirnberger, Srđan Čebinac – Günter Kuntz, Thomas Parits, Ernst Fiala, Herbert Poindl, Helmut Köglberger, Alfred Riedl, Josef Hickersberger, Adolf Knoll – Trainer: Ernst Ocwirk

## Zweite Leistungsstufe – Regionalligen

### Regionalliga Ost
In der Regionalliga Ost fixierte der First Vienna FC 1894 den Meistertitel.
Besonderheiten der am 24./25. August begonnenen Meisterschaft waren:
- Die ausgeloste 4. Runde am 7./8. September ist wegen eines frei gewordenen Termins vor der 3. Runde am 14./15. September gespielt worden, weil für den ursprünglichen Termin 7./8. September das vereinbarte Match der Nationalmannschaft gegen Ungarn in Budapest wegen der politischen Situation (Einmarsch der Warschauer Truppen in der ČSSR am 21. August) abgesagt worden war.
- Drei Matches aus unterschiedlichen Runden sind bereits vor dem eigentlichen Beginn der Meisterschaft gespielt worden – u. zw. Nußdorfer AC vs. Traiskirchen (1:1) aus der 4. und Wr. Neustadt vs. Vienna (1:2) aus der 7. Runde (beide am 17. August) und Siegendorf vc.FC Wien (1:2) aus der 5. Runde (am 18. August).
- In den ersten Frühjahrsrunden (Runden 14 bis 18) gab es jeweils wegen der Witterungs- bzw. Bodenverhältnisse (Schnee) Absagen und somit Nachtragsspiele; davon gab es am 11. Mai im Nachtrag zur 16. Runde einen Spielabbruch in der 53. Minute bei Vienna – Schwechat, als Vienna 3:1 geführt hatte; Schiedsrichter Adolf Mathias hatte bereits vor der Pause drei Schwechat-Spieler, darunter den Tormann, ausgeschlossen, weitere zwei Spieler schieden zu Beginn der zweiten Halbzeit wegen Verletzung aus. Das Match wurde mit 3:0 für die Vienna beglaubigt.

Abschlusstabelle
| Pl. | Verein                       | Sp. | S  | U  | N  | Tore    | Diff. | Punkte |
| --- | ---------------------------- | --- | -- | -- | -- | ------- | ----- | ------ |
| 1.  | First Vienna FC 1894 (A)     | 26  | 19 | 4  | 3  | 069:290 | +40   | 42     |
| 2.  | 1. Schwechater SC            | 26  | 16 | 6  | 4  | 061:280 | +33   | 38     |
| 3.  | SC Tulln                     | 26  | 14 | 7  | 5  | 052:270 | +25   | 35     |
| 4.  | 1. Simmeringer SC            | 26  | 14 | 4  | 8  | 071:370 | +34   | 32     |
| 5.  | FC Wien                      | 26  | 15 | 1  | 10 | 052:500 | +2    | 31     |
| 6.  | SC Brunn                     | 26  | 9  | 8  | 9  | 035:390 | −4    | 26     |
| 7.  | SPC Helfort Wien             | 26  | 7  | 11 | 8  | 037:310 | +6    | 25     |
| 8.  | ASV Siegendorf               | 26  | 9  | 7  | 10 | 042:430 | −1    | 25     |
| 9.  | SV Semperit Traiskirchen (N) | 26  | 6  | 10 | 10 | 036:430 | −7    | 22     |
| 10. | 1. Wiener Neustädter SC      | 26  | 9  | 4  | 13 | 037:470 | −10   | 22     |
| 11. | Wiener AC                    | 26  | 7  | 5  | 14 | 028:450 | −17   | 19     |
| 12. | SC Oberwart (N)              | 26  | 6  | 5  | 15 | 029:640 | −35   | 17     |
| 13. | FS Elektra Wien              | 26  | 5  | 5  | 16 | 023:470 | −24   | 15     |
| 14. | Nußdorfer AC (N)             | 26  | 5  | 5  | 16 | 027:690 | −42   | 15     |

| (A) | Absteiger der Nationalliga 1967/68    |
| (N) | Neuaufsteiger den Landesligen 1967/68 |

Aufsteiger
- Landesliga Burgenland: UFC Frauenkirchen
- Landesliga Niederösterreich: BSV Enzesfeld-Hirtenberg
- Wiener Liga: ASV Wienerberg

### Regionalliga Mitte
In der Regionalliga Mitte sicherte sich der SK VÖEST Linz den Meistertitel.

#### "29. Juni 1969 – einschwarzer Tagfür die beiden Vereine aus Steyr"
Die Meisterschaft endete offiziell mit der 26. Runde (21./22. Juni), in der der bereits als Meister feststehende SK VÖEST Linz am 21. Juni noch einen 7:0-Erfolg gegen den stark abstiegsgefährdeten oberösterreichischen Rivalen SK Vorwärts Steyr feierte (das Match wurde zwar in der 68. Minute abgebrochen, da die Gäste nach zwei Ausschlüssen und drei Verletzungen nur mehr sechs Spieler stellten, was aber lediglich zu einer resultatmäßigen Beglaubigung, aber zu keiner sonstigen Sanktion gegen Vorwärts, sprich Schlechterreihung in der Tabelle, führte. Das "Oberösterreichische Tagblatt" bezweifelte in seiner Ausgabe vom 23. Juni die Echtheit dieser Verletzungen). Es gab aber noch einige für den Abstieg bedeutende Nachtragsspiele. Letztlich mussten aber, nebst dem Klagenfurter AC (aktuell ab ca. 2014 als FC KAC 1909 bezeichnet), beide Vereine aus Steyr nach einem 2:2 im Direktduell im Nachtragsspiel zur 23. Runde (31. Mai/1. Juni) am 29. Juni absteigen. Amateure Steyr war schon vor diesem Derby als Absteiger festgestanden, Vorwärts hatte noch eine Chance, denn gleichzeitig hatte das ebenso gefährdete Hönigsberg mit Ranshofen einen auch noch nicht ganz sicher geretteten Gegner zu Gast. Da aber Hönigsberg 3:2 gewann, war für Vorwärts Steyr das 2:2 zu wenig (sowohl Hönigsberg als auch Vorwärts hatten übrigens mit Minus 16 dieselbe Tordifferenz, nur hatte Hönigsberg mehr Treffer erzielt; hätte Vorwärts z. B. auch mindestens 3:2 gewonnen, hätte es bei ebenfalls 23 Punkten eine Tordifferenz von Minus 15 gehabt). Kurioserweise hatte Amateure in diesem Derby sogar zweimal geführt. (Theoretisch gefährdet waren auch der Wolfsberger AC und der SC Magdalen, die jedoch über eine gute Tordifferenz verfügten – und da es sich um ein internes Kärntner Duell handelte, war das im Nachtrag erzielte 1:1 beiden hilfreich.)

Es war sogar noch ein Nachtragsspiel aus der 24. Runde (7./8. Juni) zwischen Amateure Steyr und ASK Voitsberg für den 5. Juli um 17.30 h terminisiert gewesen, jedoch wurde auf dessen Austragung im Hinblick darauf, dass dies am Tabellenendstand (vor allem wegen des Abstiegs von Amateure) nichts Wesentliches geändert hätte, verzichtet und das Match kurz danach von der für die Regionalliga zuständigen Paritätischen Kommission mit 0:0 Toren und Null Punkten in die Tabelle übernommen.
Abschlusstabelle
| Pl. | Verein                 | Sp. | S  | U | N  | Tore    | Diff. | Punkte |
| --- | ---------------------- | --- | -- | - | -- | ------- | ----- | ------ |
| 1.  | SK VÖEST Linz          | 26  | 18 | 5 | 3  | 000:250 | −25   | 41     |
| 2.  | Kapfenberger SV        | 26  | 15 | 5 | 6  | 000:240 | −24   | 35     |
| 3.  | WSG Radenthein (A)     | 26  | 13 | 4 | 9  | 000:340 | −34   | 30     |
| 4.  | WSV Rosental           | 26  | 12 | 6 | 8  | 000:480 | −48   | 30     |
| 5.  | SC Bruck/Mur (N)       | 26  | 12 | 3 | 11 | 000:430 | −43   | 27     |
| 6.  | ASK Voitsberg          | 26  | 9  | 8 | 9  | 000:330 | −33   | 26     |
| 7.  | SV Stickstoff Linz     | 26  | 8  | 8 | 10 | 000:350 | −35   | 24     |
| 8.  | Wolfsberger AC (N)     | 26  | 7  | 9 | 10 | 000:390 | −39   | 23     |
| 9.  | Magdalener SC          | 26  | 8  | 7 | 11 | 000:520 | −52   | 23     |
| 10. | WSV-ATSV Ranshofen (N) | 26  | 9  | 5 | 12 | 000:460 | −46   | 23     |
| 11. | SV Phönix Hönigsberg   | 26  | 9  | 5 | 12 | 000:490 | −49   | 23     |
| 12. | SK Vorwärts Steyr      | 26  | 7  | 8 | 11 | 000:440 | −44   | 22     |
| 13. | SK Amateure Steyr      | 26  | 6  | 8 | 12 | 000:230 | −23   | 20     |
| 14. | Klagenfurter AC        | 26  | 6  | 5 | 15 | 000:570 | −57   | 17     |

| (A) | Absteiger der Nationalliga 1967/68    |
| (N) | Neuaufsteiger den Landesligen 1967/68 |

Aufsteiger
- Landesliga Kärnten: SV Rapid Lienz
- Landesliga Oberösterreich: ATSV Grieskirchen
- Landesliga Steiermark: WSV Fohnsdorf

### Regionalliga West
In der Regionalliga West errang der FC Dornbirn 1913 den Meistertitel.
Abschlusstabelle
| Pl. | Verein                     | Sp. | S  | U  | N  | Tore    | Diff. | Punkte |
| --- | -------------------------- | --- | -- | -- | -- | ------- | ----- | ------ |
| 1.  | FC Dornbirn 1913           | 26  | 23 | 3  | 0  | 061:500 | +56   | 49     |
| 2.  | SK Bischofshofen           | 26  | 14 | 8  | 4  | 046:190 | +27   | 36     |
| 3.  | SC Austria Lustenau        | 26  | 12 | 10 | 4  | 058:260 | +32   | 34     |
| 4.  | FC Lustenau 07             | 26  | 12 | 8  | 6  | 041:250 | +16   | 32     |
| 5.  | SC Kundl (N)               | 26  | 12 | 8  | 6  | 039:260 | +13   | 32     |
| 6.  | SC Kufstein                | 26  | 11 | 7  | 8  | 052:350 | +17   | 29     |
| 7.  | VfB Hohenems               | 26  | 9  | 9  | 8  | 033:370 | −4    | 27     |
| 8.  | FC Blau-Weiß Feldkirch (N) | 26  | 9  | 8  | 9  | 031:350 | −4    | 26     |
| 9.  | Salzburger AK 1914         | 26  | 7  | 7  | 12 | 026:300 | −4    | 21     |
| 10. | FC Wolfurt                 | 26  | 8  | 5  | 13 | 026:430 | −17   | 21     |
| 11. | ASV Zell am See (N)        | 26  | 6  | 4  | 16 | 023:470 | −24   | 16     |
| 12. | FC Rot-Weiß Rankweil       | 26  | 6  | 4  | 16 | 028:590 | −31   | 16     |
| 13. | 1. Salzburger SK 1919      | 26  | 5  | 3  | 18 | 016:600 | −44   | 13     |
| 14. | Amateur SV Salzburg        | 26  | 2  | 8  | 16 | 020:630 | −43   | 12     |

| (N) | Neuaufsteiger den Landesligen 1967/68 |

Aufsteiger
- Landesliga Tirol: Innsbrucker AC
- Landesliga Salzburg: 1. Halleiner SK
- Landesliga Vorarlberg: FC Rätia Bludenz

## Dritte Leistungsstufe

### Landesliga Burgenland
Im Burgenland konnte der UFC Frauenkirchen den Meistertitel sichern. Leider liegen keine Informationen über den Tabellenendstand dieser Saison vor.

### Landesliga Kärnten
In Kärnten feierte der SV Rapid Lienz aus Osttirol, der wie alle Fußballklubs aus Osttirol seit jeher dem Kärntner Verband zugehörig war und ist, den Meistertitel. Dank des in der Sommer-Transferzeit 1968 vom Wiener Sport-Club gekommenen Pepi Josef Webora, der die damals als Rolle des "letzten Mannes" (Stopper) bezeichnete Position und gleichzeitig des Trainers einnahm, gewann die bis dahin zwar spielerisch sehr gute Mannschaft an der nötigen Klasse (taktische Disziplin, Defensivverhalten). Schon am 17. Mai, bei somit noch vier ausstehenden Matches, standen die Dolomitenstädter als Meister fest.

Die beiden letzten Teams mussten absteigen.
| Pl. | Verein                        | Sp. | S  | U | N  | Tore    | Diff. | Punkte |
| --- | ----------------------------- | --- | -- | - | -- | ------- | ----- | ------ |
| 1.  | SV Rapid Lienz                | 26  | 23 | 0 | 3  | 095:240 | +71   | 46     |
| 2.  | Villacher SV                  | 26  | 17 | 4 | 5  | 074:360 | +38   | 38     |
| 3.  | SV Spittal/Drau               | 26  | 15 | 6 | 5  | 059:430 | +16   | 36     |
| 4.  | WSG Ferndorf                  | 26  | 14 | 7 | 5  | 070:330 | +37   | 35     |
| 5.  | SV Annabichl (ASV Klagenfurt) | 26  | 14 | 4 | 8  | 066:510 | +15   | 32     |
| 6.  | ASK Klagenfurt                | 26  | 12 | 5 | 9  | 059:480 | +11   | 29     |
| 7.  | VST Völkermarkt               | 26  | 8  | 8 | 10 | 061:580 | +3    | 24     |
| 8.  | SK Kühnsdorf                  | 26  | 9  | 3 | 14 | 045:660 | −21   | 21     |
| 9.  | SV Polizei Klagenfurt         | 26  | 7  | 6 | 13 | 044:630 | −19   | 20     |
| 10. | SV Faakersee                  | 26  | 8  | 4 | 14 | 043:720 | −29   | 20     |
| 11. | ATSV Wolfsberg                | 26  | 8  | 3 | 15 | 041:420 | −1    | 19     |
| 12. | SV St. Veit/Glan              | 26  | 8  | 3 | 15 | 055:910 | −36   | 19     |
| 13. | SV Blau-Weiß Sachsenburg      | 26  | 6  | 3 | 17 | 036:590 | −23   | 15     |
| 14. | WSG Wietersdorf               | 26  | 3  | 4 | 19 | 027:890 | −62   | 10     |

### Landesliga Niederösterreich
In Niederösterreich erspielte der BSV Enzesfeld-Hirtenberg den Meistertitel.
Abschlusstabelle
| Pl. | Verein                   | Sp. | S  | U  | N  | Tore    | Diff. | Punkte |
| --- | ------------------------ | --- | -- | -- | -- | ------- | ----- | ------ |
| 1.  | BSV Enzesfeld-Hirtenberg | 28  | 14 | 11 | 3  | 056:330 | +23   | 39     |
| 2.  | SV Heid Stockerau        | 28  | 16 | 6  | 6  | 057:220 | +35   | 38     |
| 3.  | Badener AC               | 28  | 16 | 6  | 6  | 053:220 | +31   | 38     |
| 4.  | WSV Traisen              | 28  | 12 | 7  | 9  | 044:380 | +6    | 31     |
| 5.  | SC Prottes               | 28  | 11 | 8  | 9  | 053:460 | +7    | 30     |
| 6.  | SV Hainburg              | 28  | 13 | 4  | 11 | 050:460 | +4    | 30     |
| 7.  | Kremser SC               | 28  | 10 | 9  | 9  | 044:320 | +12   | 29     |
| 8.  | Voith St. Pölten         | 28  | 11 | 7  | 10 | 041:450 | −4    | 29     |
| 9.  | SC Ortmann (N)           | 28  | 9  | 10 | 9  | 041:430 | −2    | 28     |
| 10. | ASK Gloggnitz            | 28  | 7  | 12 | 9  | 028:380 | −10   | 26     |
| 11. | ASK Bad Vöslau           | 28  | 8  | 8  | 12 | 035:440 | −9    | 24     |
| 12. | SC Marchfelder Marchegg  | 28  | 6  | 12 | 10 | 031:410 | −10   | 24     |
| 13. | Schwarze Elf St. Pölten  | 28  | 8  | 6  | 14 | 039:590 | −20   | 22     |
| 14. | KSV Böhlerwerk (N)       | 28  | 4  | 9  | 15 | 031:640 | −33   | 17     |
| 15. | ASV Hohenau (N)          | 28  | 4  | 7  | 17 | 031:610 | −30   | 15     |

| (N) | Neuaufsteiger der Regionalliga Ost 1967/68 |

Aufsteiger
- SV Admira Wiener Neustadt
- ASC Marathon Korneuburg
- SV Waidhofen/Thaya

### Landesliga Oberösterreich
In Oberösterreich wurde der SV Grieskirchen Meister.
Abschlusstabelle
| Pl. | Verein               | Sp. | S  | U  | N  | Tore    | Diff. | Punkte |
| --- | -------------------- | --- | -- | -- | -- | ------- | ----- | ------ |
| 1.  | SV Grieskirchen (A)  | 26  | 18 | 1  | 7  | 054:270 | +27   | 37     |
| 2.  | SV Urfahr            | 26  | 14 | 6  | 6  | 047:310 | +16   | 34     |
| 3.  | SK Hertha Wels (A)   | 26  | 13 | 6  | 7  | 051:320 | +19   | 32     |
| 4.  | SC Marchtrenk (N)    | 26  | 12 | 7  | 7  | 041:320 | +9    | 31     |
| 5.  | ATSV Steyrermühl     | 26  | 10 | 8  | 8  | 039:350 | +4    | 28     |
| 6.  | SK Altheim (N)       | 26  | 11 | 5  | 10 | 044:420 | +2    | 27     |
| 7.  | ASK St. Valentin (A) | 26  | 12 | 2  | 12 | 045:430 | +2    | 26     |
| 8.  | Welser SC            | 26  | 9  | 7  | 10 | 046:440 | +2    | 25     |
| 9.  | Polizei SV Linz      | 26  | 8  | 8  | 10 | 043:390 | +4    | 24     |
| 10. | UFC Eferding         | 26  | 7  | 10 | 9  | 028:360 | −8    | 24     |
| 11. | SV Post Admira Linz  | 26  | 8  | 8  | 10 | 041:520 | −11   | 24     |
| 12. | ATSV Mauthausen      | 26  | 7  | 6  | 13 | 043:520 | −9    | 20     |
| 13. | ATSV Attnang         | 26  | 5  | 7  | 14 | 025:540 | −29   | 17     |
| 14. | SK Donau Linz        | 26  | 3  | 9  | 14 | 031:590 | −28   | 15     |

| (A) | Absteiger der Regionalliga Mitte 1967/68 |
| (N) | Neuaufsteiger der Saison 1967/68         |

Aufsteiger
- ATSV Bad Schallerbach
- TUS Kremsmünster

### Landesliga Salzburg
In Salzburg konnte der SK Hallein den Meistertitel feiern.
Abschlusstabelle
| Pl. | Verein             | Sp. | S  | U | N  | Tore    | Diff. | Punkte |
| --- | ------------------ | --- | -- | - | -- | ------- | ----- | ------ |
| 1.  | SK Hallein         | 22  | 16 | 4 | 2  | 061:260 | +35   | 36     |
| 2.  | FC Puch (N)        | 22  | 11 | 5 | 6  | 048:350 | +13   | 27     |
| 3.  | ESV Saalfelden     | 22  | 10 | 5 | 7  | 040:410 | −1    | 25     |
| 4.  | TSV St. Johann (N) | 22  | 8  | 8 | 6  | 043:320 | +11   | 24     |
| 5.  | 1. Oberndorfer SK  | 22  | 9  | 4 | 9  | 035:380 | −3    | 22     |
| 6.  | SV Grödig          | 22  | 8  | 6 | 8  | 041:480 | −7    | 22     |
| 7.  | WSK Kaprun         | 22  | 8  | 5 | 9  | 043:410 | +2    | 21     |
| 8.  | SV Bürmoos         | 22  | 9  | 3 | 10 | 039:410 | −2    | 21     |
| 9.  | TSV Neumarkt       | 22  | 7  | 4 | 11 | 035:430 | −8    | 18     |
| 10. | ATSV Trimmelkam    | 22  | 5  | 7 | 10 | 031:410 | −10   | 17     |
| 11. | ASK Salzburg       | 22  | 4  | 8 | 10 | 025:360 | −11   | 16     |
| 12. | USK Anif           | 22  | 4  | 5 | 13 | 024:430 | −19   | 13     |

- Austria Salzburg II spielte außer Konkurrenz in der Landesliga mit

| (N) | Neuaufsteiger der Saison 1967/68 |

Aufsteiger
- UFC Salzburg-Danubia
- SV Schwarzach

### Landesliga Steiermark
In der Steiermark fixierte der WSV Fohnsdorf den Meistertitel.
Abschlusstabelle
| Pl. | Verein                   | Sp. | S  | U  | N  | Tore    | Diff. | Punkte |
| --- | ------------------------ | --- | -- | -- | -- | ------- | ----- | ------ |
| 1.  | WSV Fohnsdorf            | 26  | 15 | 7  | 4  | 040:150 | +25   | 37     |
| 2.  | ASK Rot-Weiß Knittelfeld | 26  | 13 | 10 | 3  | 054:270 | +27   | 36     |
| 3.  | SC Fürstenfeld (N)       | 26  | 11 | 8  | 7  | 045:330 | +12   | 30     |
| 4.  | SV Frohnleiten           | 26  | 12 | 5  | 9  | 044:350 | +9    | 29     |
| 5.  | SC Trofaiach (N)         | 26  | 10 | 8  | 8  | 050:410 | +9    | 28     |
| 6.  | WSV Eisenerz             | 26  | 12 | 2  | 12 | 063:390 | +24   | 26     |
| 7.  | ATuS Weiz                | 26  | 10 | 6  | 10 | 033:390 | −6    | 26     |
| 8.  | WSV Judenburg            | 26  | 10 | 6  | 10 | 032:480 | −16   | 26     |
| 9.  | Grazer SC (N)            | 26  | 8  | 9  | 9  | 041:360 | +5    | 25     |
| 10. | ASK Köflach              | 26  | 10 | 5  | 11 | 044:460 | −2    | 25     |
| 11. | FC Kindberg              | 26  | 9  | 5  | 12 | 045:510 | −6    | 23     |
| 12. | Deutschlandsberger SC    | 26  | 7  | 7  | 12 | 033:440 | −11   | 21     |
| 13. | WSV Zeltweg              | 26  | 7  | 4  | 15 | 042:810 | −39   | 18     |
| 14. | SV Leibnitz              | 26  | 5  | 4  | 17 | 033:640 | −31   | 14     |

| (N) | Neuaufsteiger der Saison 1967/68 |

Aufsteiger
- Red Star Knittelfeld
- SV Flavia Solva
- FC Veitsch

### Landesliga Tirol
In Tirol sicherte sich der Innsbrucker AC den Meistertitel. Leider liegen keine genauen Informationen über Siege, Unentschieden, Niederlagen, Tor oder Punkte, sondern nur der Tabellenstand dieser Saison vor.
Abschlusstabelle
| Pl. | Verein                | Sp. | S | U | N | Tore | Diff. | Punkte |
| --- | --------------------- | --- | - | - | - | ---- | ----- | ------ |
| 1.  | Innsbrucker AC        |     |   |   |   |      |       |        |
| 2.  | Innsbrucker SK        |     |   |   |   |      |       |        |
| 3.  | SV Kematen            |     |   |   |   |      |       |        |
| 4.  | SV Hall (A)           |     |   |   |   |      |       |        |
| 5.  | ESV Austria Innsbruck |     |   |   |   |      |       |        |
| 6.  | SC Schwaz (A)         |     |   |   |   |      |       |        |
| 7.  | SV Fügen              |     |   |   |   |      |       |        |
| 8.  | SK St. Johann (N)     |     |   |   |   |      |       |        |
| 9.  | SV Kirchbichl         |     |   |   |   |      |       |        |
| 10. | SV Reutte (N)         |     |   |   |   |      |       |        |
| 11. | SK Imst               |     |   |   |   |      |       |        |
| 12. | SV Rattenberg         |     |   |   |   |      |       |        |

| (A) | Absteiger der Regionalliga West 1967/68 |
| (N) | Neuaufsteiger der Saison 1967/68        |

Aufsteiger
- SV Innsbruck
- SVG Jenbach

### Landesliga Vorarlberg
In Vorarlberg errang der FC Rätia Bludenz den Meistertitel
Abschlusstabelle
| Pl. | Verein              | Sp. | S  | U | N  | Tore    | Diff. | Punkte |
| --- | ------------------- | --- | -- | - | -- | ------- | ----- | ------ |
| 1.  | FC Rätia Bludenz    | 22  | 16 | 2 | 4  | 063:260 | +37   | 34     |
| 2.  | FC Lauterach        | 22  | 12 | 6 | 4  | 046:300 | +16   | 30     |
| 3.  | FC Thüringen (N)    | 22  | 11 | 6 | 5  | 035:270 | +8    | 28     |
| 4.  | FC Kennelbach       | 22  | 9  | 8 | 5  | 046:350 | +11   | 26     |
| 5.  | FC Höchst           | 22  | 9  | 7 | 6  | 033:310 | +2    | 25     |
| 6.  | Dornbirner SV (N)   | 22  | 9  | 6 | 7  | 031:250 | +6    | 24     |
| 7.  | FC Viktoria Bregenz | 22  | 7  | 6 | 9  | 029:320 | −3    | 20     |
| 8.  | TSV Altenstadt      | 22  | 8  | 2 | 12 | 031:450 | −14   | 18     |
| 9.  | FC Schruns          | 22  | 7  | 3 | 12 | 022:330 | −11   | 17     |
| 10. | FC Hard             | 22  | 7  | 2 | 13 | 033:510 | −18   | 16     |
| 11. | SC Admira Dornbirn  | 22  | 4  | 7 | 11 | 026:350 | −9    | 15     |
| 12. | SV Lochau           | 22  | 5  | 3 | 14 | 024:490 | −25   | 13     |

| (N) | Neuaufsteiger der Saison 1967/68 |

Aufsteiger
- FC Götzis
- FC Nenzing

### Wiener Liga
In Wien konnte der ASV Wienerberg den Meistertitel sichern.
Abschlusstabelle
| Pl. | Verein                 | Sp. | S  | U  | N  | Tore    | Diff. | Punkte |
| --- | ---------------------- | --- | -- | -- | -- | ------- | ----- | ------ |
| 1.  | ASV Wienerberg (A)     | 28  | 26 | 1  | 1  | 104:180 | +86   | 53     |
| 2.  | Floridsdorfer AC       | 28  | 15 | 6  | 7  | 057:340 | +23   | 36     |
| 3.  | SC Hinteregger (N)     | 28  | 13 | 7  | 8  | 046:380 | +8    | 33     |
| 4.  | SC Rapid Oberlaa       | 28  | 10 | 10 | 8  | 048:400 | +8    | 30     |
| 5.  | SV Wienerfeld          | 28  | 12 | 5  | 11 | 042:450 | −3    | 29     |
| 6.  | SC Red Star Wien (A)   | 28  | 11 | 6  | 11 | 054:480 | +6    | 28     |
| 7.  | SR Donaufeld           | 28  | 11 | 6  | 11 | 041:360 | +5    | 28     |
| 8.  | Landstraßer AC         | 28  | 11 | 5  | 12 | 047:500 | −3    | 27     |
| 9.  | FC Stadlau             | 28  | 9  | 8  | 11 | 045:500 | −5    | 26     |
| 10. | FC Atzgersdorf (N)     | 28  | 10 | 6  | 12 | 050:630 | −13   | 26     |
| 11. | SK Slovan Olympia Wien | 28  | 9  | 7  | 12 | 049:560 | −7    | 25     |
| 12. | SV Donau               | 28  | 8  | 9  | 11 | 043:560 | −13   | 25     |
| 13. | FC Hellas Kagran       | 28  | 9  | 7  | 12 | 054:660 | −12   | 25     |
| 14. | Rennweger SV           | 28  | 8  | 8  | 12 | 040:540 | −14   | 24     |
| 15. | ASV Unilever           | 28  | 1  | 3  | 24 | 025:910 | −66   | 05     |

| (A) | Absteiger der Regionalliga Ost 1967/68 |
| (N) | Neuaufsteiger der Saison 1967/68       |

Aufsteiger
- SC Brauhaus Schwechat
- Prater SV